# 1736 год в музыке

## События
- 21 января — Немецкий композитор Чарльз Теодор Пахельбель (англ. Charles Theodore Pachelbel), тремя годами ранее переселившийся в Северную Америку, дал в Нью-Йорке первый в истории США публичный концерт.
- 29 марта — Иоганн Себастьян Бах в лейпцигской Томаскирхе заново исполнил свой пассион Страсти по Матфею BWV 244 (BC D 3b) с некоторыми изменениями по сравнению с более ранней версией (BC D 3a).
- 12 мая — В рамках празднования брака принца Фредерика и Августы Саксен-Готской в театре Ковент-Гарден состоялась премьера оперы Генделя «Аталанта» (итал. Atalanta).
- 25 ноября — в Дрездене в новой Фрауэнкирхе установлен новый орган, ставший одной из лучших работ Готфрида Зильбермана.
- 1 декабря — И. С. Бах дал сольный концерт на новом органе Зильбермана во Фрауэнкирхе в Дрездене.

Конкретные даты не известны —
- Итальянский певец-любитель Доменико Альберти будучи венецианским посол в Испании произвёл своим пением сильное впечатление на легендарного певца Фаринелли.
- Антонио Лотти назначен капельмейстером собора св. Марка с годовым окладом в 400 дукатов.
- Первый крупный производитель музыкальных инструментов в США Джон Клемм поселился в Филадельфии, где начал производство органов и фортепиано.[1]

## Классическая музыка
- Иоганн Адольф Хассе — Salve regina in A major.
- Жан-Мари Леклер (фр. Jean Marie Leclair) — Deuxième recréation de musique.
- Джованни Баттиста Перголези — Stabat Mater.

## Опера
- Франческо Дуранте — Abigail.
- Георг Фридрих Гендель — Atalanta.

## Родились
- 3 февраля — Иоганн Георг Альбрехтсбергер, австрийский композитор, органист, музыковед и музыкальный педагог (умер 7 марта 1809).
- 3 июня — Игнац Френцль (нем. Ignaz Fränzl), немецкий скрипач и композитор (умер 6 сентября 1811).
- 15 августа — Иоганн Кристоф Кельнер (нем. Johann Christoph Kellner), немецкий органист и композитор, сын Иоганна Петера Кельнера (умер в 1803).
- 18 ноября — Карл Фридрих Христиан Фаш (нем. Carl Friedrich Christian Fasch), немецкий композитор и клавесинист (умер 3 августа 1800).
- Шабанон де Могри, французский композитор.

## Умерли
- 16 марта — Джованни Баттиста Перголези, итальянский скрипач, органист и композитор Неаполитанской школы, один из самых ранних и важнейших композиторов оперы-буффа (родился 4 января 1710).
- 7 мая — Джон Уэлдон (англ. John Weldon), английский композитор (родился 19 января 1676).
- 21 августа — Эмануэле д’Асторга, итальянский композитор эпохи барокко, потомок древней неаполитанской фамилии графов и князей Капече (родился 20 марта 1681 года).
- 26 декабря — Антонио Кальдара, итальянский композитор (родился в 1670).